# Ліга націй УЄФА 2020—2021 (Ліга A)
Ліга націй УЄФА 2020—2021 — Ліга A (англ. 2020–21 UEFA Nations League A) — вищий дивізіон Ліги націй УЄФА 2020—2021, що пройшов у 2020—2021 роках за участю чоловічих збірних команд 16 членів асоціацій УЄФА. Груповий етап пройшов з 3 вересня по 18 листопада 2020 року, а в жовтні 2021 року відбувся фінал чотирьох, в якому визначився переможець турніру.

## Формат
В цьому сезоні Лігу A розширили з 12 до 16 команд. В лігу потрапили команди, що посіли з 1 по 16 місце в загальному рейтингу Ліги націй 2018—19, які були поділені на 4 групи по 4 команди кожна. Кожна команда грає 6 матчів (вдома та на виїзді з кожною командою в своїй групі). Команди грають подвійні тури (по 2 матчі поспіль) у вересні, жовтні та листопаді. Переможець кожної групи проходить до Фіналу чотирьох, а команди, що посіли 4-е місце, вилітають до Ліги B Ліги націй 2022-23.
Фінал чотирьох Ліги націй відбудеться у форматі плей-оф, що складається з півфіналів, матчу за 3-тє місце та фіналу. Матчі півфіналів визначаються жеребкуванням. Матчі будуть проведені в одній з країн-учасників, яку визначає виконавчий комітет УЄФА. Переможець фіналу проголошується чемпіоном Ліги націй УЄФА. Матчі Фіналу чотирьох були заплановіні на 2-6 червня 2021, але пізніше перенесені на вересень, або жовтень 2021 через перенесення Євро 2020 на червень та липень 2021 через пандемію коронавірусної хвороби 2019.
Переможці чотирьох груп потраплять до груп кваліфікації Чемпіонату світу 2022, що складаються з 5-и команд (щоб учасники мали час для матчів Фіналу чотирьох).

## Учасники

### Зміни в списку учасників
Наступні зміни учасників в Лізі A після сезону 2018–19:
| Команди, що підвищилися з Ліги B                  |
| ------------------------------------------------- |
| - Боснія і Герцеговина - Данія - Швеція - Україна |

Наступні зміни мали відбутися в Лізі A, але не відбулися, оскільки завдяки зміні у форматі жодна команда не вилетіла:
| Команди, що мали вилетіти до Ліги B        |
| ------------------------------------------ |
| - Хорватія - Німеччина - Ісландія - Польща |

### Жеребкування
Для жеребкування команди було поділено на кошики на основі загального рейтингу Ліги націй 2018-19, але з невеликими змінами: команди, які мали вилітати з ліги за результатами попереднього сезону, знаходяться в рейтингу одразу після команд, що за результатами попереднього сезону отримали підвищення (до зміни формату). Склад кошиків було підтвердженно 4 грудня 2019 та був оснований на загальному рейтингу.
| Команда         | Рейт |
| --------------- | ---- |
| Португалія (ПП) | 1    |
| Нідерланди      | 2    |
| Англія          | 3    |
| Швейцарія       | 4    |

| Команда | Рейт |
| ------- | ---- |
| Бельгія | 5    |
| Франція | 6    |
| Іспанія | 7    |
| Італія  | 8    |

| Команда              | Рейт |
| -------------------- | ---- |
| Боснія і Герцеговина | 9    |
| Україна              | 10   |
| Данія                | 11   |
| Швеція               | 12   |

| Команда   | Рейт |
| --------- | ---- |
| Хорватія  | 13   |
| Польща    | 14   |
| Німеччина | 15   |
| Ісландія  | 16   |

Жеребкування групових етапів відбулося у Амстердамі (Нідерланди) о 19:00 EET (18:00 CET) 3 березня 2020. В кожну групу потрапляє одна команда з кожного кошику.

## Групи
3 березня 2020, після жеребкування, УЄФА затвердили календар турніру. 17 червня 2020 Виконавчий комітет УЄФА змінив розклад матчів групових етапів, запланованих на жовтень та листопад, щоб звільнити час для проведення плей-оф кваліфікації Євро 2020. Після цих змін, 26 червня 2020 року УЄФА опублікував остаточний розклад на жовтень та листопад.
Час вказано в EET/EEST (київський час) (місцевий час, якщо відрізняється, вказано в дужках).

### Група 1
| Поз | Команда              | І | В | Н | П | ГЗ | ГП | РГ | О  | Кваліфікація або пониження |     | Італія | Нідерланди | Польща | Боснія і Герцеговина |
| --- | -------------------- | - | - | - | - | -- | -- | -- | -- | -------------------------- | --- | ------ | ---------- | ------ | -------------------- |
| 1   | Італія               | 6 | 3 | 3 | 0 | 7  | 2  | +5 | 12 | Вихід у фінал Ліги націй   |     | —      | 1:1        | 2:0    | 1:1                  |
| 2   | Нідерланди           | 6 | 3 | 2 | 1 | 7  | 4  | +3 | 11 |                            |     | 0:1    | —          | 1:0    | 3:1                  |
| 3   | Польща               | 6 | 2 | 1 | 3 | 6  | 6  | 0  | 7  |                            | 0:0 | 1:2    | —          | 3:0    |                      |
| 4   | Боснія і Герцеговина | 6 | 0 | 2 | 4 | 3  | 11 | −8 | 2  | Виліт в Лігу B             |     | 0:2    | 0:0        | 1:2    | —                    |

| 4 вересня 2020 21:45 (20:45 CEST) |

| Італія      | 1:1      | Боснія і Герцеговина |
| ----------- | -------- | -------------------- |
| - Сенсі 67' | Протокол | - Джеко 57'          |

| Артеміо Франкі, Флоренція · Глядачів: 0 · Арбітр: Анастасіос Сідіропулос ( Греція) |

| 4 вересня 2020 21:45 (20:45 CEST) |

| Нідерланди     | 1:0      | Польща |
| -------------- | -------- | ------ |
| - Бергвейн 61' | Протокол |        |

| Йоган Кройф Арена, Амстердам · Глядачів: 0 · Арбітр: Георгі Кабаков ( Болгарія) |

| 7 вересня 2020 21:45 (20:45 CEST) |

| Боснія і Герцеговина      | 1:2      | Польща                        |
| ------------------------- | -------- | ----------------------------- |
| - Гайрадінович 25' (пен.) | Протокол | - Глік 45+1' - Гросицький 68' |

| Біліно Поле, Зениця · Глядачів: 0 · Арбітр: Джюнейт Чакир ( Туреччина) |

| 7 вересня 2020 21:45 (20:45 CEST) |

| Нідерланди | 0:1      | Італія          |
| ---------- | -------- | --------------- |
|            | Протокол | - Барелла 45+2' |

| Йоган Кройф Арена, Амстердам · Глядачів: 0 · Арбітр: Фелікс Брих ( Німеччина) |

| 11 жовтня 2020 19:00 (18:00 CEST) |

| Боснія і Герцеговина | 0:0      | Нідерланди |
| -------------------- | -------- | ---------- |
|                      | Протокол |            |

| Біліно Поле, Зениця · Арбітр: Іштван Ковач ( Румунія) |

| 11 жовтня 2020 21:45 (20:45 CEST) |

| Польща | 0:0      | Італія |
| ------ | -------- | ------ |
|        | Протокол |        |

| Енерга, Гданськ · Арбітр: Хосе Санчес ( Іспанія) |

| 14 жовтня 2020 21:45 (20:45 CEST) |

| Польща                                   | 3:0      | Боснія і Герцеговина |
| ---------------------------------------- | -------- | -------------------- |
| - Левандовський 40', 52' - Лінетти 45+1' | Протокол |                      |

| Міський, Вроцлав · Арбітр: Крейг Поусон ( Англія) |

| 14 жовтня 2020 21:45 (20:45 CEST) |

| Італія              | 1:1      | Нідерланди       |
| ------------------- | -------- | ---------------- |
| - Л. Пеллегріні 16' | Протокол | - ван де Бек 25' |

| Стадіо Атлеті Адзуррі д'Італія, Бергамо · Арбітр: Ентоні Тейлор ( Англія) |

| 15 листопада 2020 21:45 (20:45 CET) |

| Нідерланди                      | 3:1      | Боснія і Герцеговина |
| ------------------------------- | -------- | -------------------- |
| - Вейналдум 6', 14' - Депай 55' | Протокол | - Превляк 63'        |

| Йоган Кройф Арена, Амстердам · Арбітр: Франсуа Летекс'є ( Франція) |

| 15 листопада 2020 21:45 (20:45 CET) |

| Італія                               | 2:0      | Польща |
| ------------------------------------ | -------- | ------ |
| - Жоржиньйо 27' (пен.) - Берарді 84' | Протокол |        |

| Чітта дель Тріколоре, Реджо-нель-Емілія · Арбітр: Клеман Тюрпен ( Франція) |

| 18 листопада 2020 21:45 (20:45 CET) |

| Боснія і Герцеговина | 0:2      | Італія                      |
| -------------------- | -------- | --------------------------- |
|                      | Протокол | - Белотті 22' - Берарді 68' |

| Грбавиця, Сараєво · Арбітр: Артур Соареш Діаш ( Португалія) |

| 18 листопада 2020 21:45 (20:45 CET) |

| Польща     | 1:2      | Нідерланди                         |
| ---------- | -------- | ---------------------------------- |
| - Юзвяк 6' | Протокол | - Депай 77' (пен.) - Вейналдум 84' |

| Сілезький, Хожув · Арбітр: Орел Грінфельд ( Ізраїль) |

### Група 2
| Поз | Команда  | І | В | Н | П | ГЗ | ГП | РГ  | О  | Кваліфікація або пониження |     | Бельгія | Данія | Англія | Ісландія |
| --- | -------- | - | - | - | - | -- | -- | --- | -- | -------------------------- | --- | ------- | ----- | ------ | -------- |
| 1   | Бельгія  | 6 | 5 | 0 | 1 | 16 | 6  | +10 | 15 | Вихід у фінал Ліги націй   |     | —       | 4:2   | 2:0    | 5:1      |
| 2   | Данія    | 6 | 3 | 1 | 2 | 8  | 7  | +1  | 10 |                            |     | 0:2     | —     | 0:0    | 2:1      |
| 3   | Англія   | 6 | 3 | 1 | 2 | 7  | 4  | +3  | 10 |                            | 2:1 | 0:1     | —     | 4:0    |          |
| 4   | Ісландія | 6 | 0 | 0 | 6 | 3  | 17 | −14 | 0  | Виліт в Лігу B             |     | 1:2     | 0:3   | 0:1    | —        |

1. 1 2  Кількість очок в очних зустрічах: Данія 4, Англія 1

| 5 вересня 2020 19:00 (16:00 WET) |

| Ісландія | 0:1      | Англія                  |
| -------- | -------- | ----------------------- |
|          | Протокол | - Стерлінг 90+4' (пен.) |

| Лаугардалсволлур, Рейк'явік · Глядачів: 0 · Арбітр: Срджан Йованович ( Сербія) |

| 5 вересня 2020 21:45 (20:45 CEST) |

| Данія | 0:2      | Бельгія                   |
| ----- | -------- | ------------------------- |
|       | Протокол | - Денаєр 9' - Мертенс 77' |

| Паркен, Копенгаген · Глядачів: 0 · Арбітр: Сандро Шерер ( Швейцарія) |

| 8 вересня 2020 21:45 (20:45 CEST) |

| Данія | 0:0      | Англія |
| ----- | -------- | ------ |
|       | Протокол |        |

| Паркен, Копенгаген · Глядачів: 0 · Арбітр: Іштван Ковач ( Румунія) |

| 8 вересня 2020 21:45 (20:45 CEST) |

| Бельгія                                                   | 5:1      | Ісландія          |
| --------------------------------------------------------- | -------- | ----------------- |
| - Вітсель 14' - Батшуаї 18', 70' - Мертенс 51' - Доку 80' | Протокол | - Фрідйонссон 11' |

| Стадіон імені короля Бодуена, Брюссель · Глядачів: 0 · Арбітр: Павел Рачковський ( Польща) |

| 11 жовтня 2020 19:00 (17:00 BST) |

| Англія                           | 2:1      | Бельгія             |
| -------------------------------- | -------- | ------------------- |
| - Рашфорд 39' (пен.) - Маунт 65' | Протокол | - Лукаку 16' (пен.) |

| Вемблі, Лондон · Арбітр: Тобіас Штілер ( Німеччина) |

| 11 жовтня 2020 21:45 (18:45 WET) |

| Ісландія | 0:3      | Данія                                            |
| -------- | -------- | ------------------------------------------------ |
|          | Протокол | - Сігурйонссон 45' (аг) - Еріксен 46' - Сков 61' |

| Лаугардалсволлур, Рейк'явік · Арбітр: Боян Панджич ( Швеція) |

| 14 жовтня 2020 21:45 (19:45 BST) |

| Англія | 0:1      | Данія                |
| ------ | -------- | -------------------- |
|        | Протокол | - Еріксен 35' (пен.) |

| Вемблі, Лондон · Арбітр: Хесус Хіль Мансано ( Іспанія) |

| 14 жовтня 2020 21:45 (20:45 WET) |

| Ісландія         | 1:2      | Бельгія                 |
| ---------------- | -------- | ----------------------- |
| - Сайварссон 17' | Протокол | - Лукаку 9', 38' (пен.) |

| Лаугардалсволлур, Рейк'явік · Арбітр: Віталій Мішков ( Росія) |

| 15 листопада 2020 21:45 (20:45 CET) |

| Данія                              | 2:1      | Ісландія          |
| ---------------------------------- | -------- | ----------------- |
| - Еріксен 12' (пен.), 90+2' (пен.) | Протокол | - К'яртанссон 85' |

| Паркен, Копенгаген · Арбітр: Халіл Умут Мелер ( Туреччина) |

| 15 листопада 2020 21:45 (20:45 CET) |

| Бельгія                      | 2:0      | Англія |
| ---------------------------- | -------- | ------ |
| - Тілеманс 10' - Мертенс 24' | Протокол |        |

| Ден Дреф, Геверле · Арбітр: Данні Маккелі ( Нідерланди) |

| 18 листопада 2020 21:45 (20:45 GMT) |

| Англія                                  | 4:0      | Ісландія |
| --------------------------------------- | -------- | -------- |
| - Райс 20' - Маунт 24' - Фоден 80', 84' | Протокол |          |

| Вемблі, Лондон · Арбітр: Фабіу Веріссіму ( Португалія) |

| 18 листопада 2020 21:45 (20:45 CET) |

| Бельгія                                         | 4:2      | Данія                       |
| ----------------------------------------------- | -------- | --------------------------- |
| - Тілеманс 3' - Лукаку 56', 69' - Де Брейне 87' | Протокол | - Вінд 17' - Шадлі 86' (аг) |

| Ден Дреф, Геверле · Арбітр: Славко Винчич ( Словенія) |

### Група 3
| Поз | Команда    | І | В | Н | П | ГЗ | ГП | РГ | О  | Кваліфікація або пониження |     | Франція | Португалія | Хорватія | Швеція |
| --- | ---------- | - | - | - | - | -- | -- | -- | -- | -------------------------- | --- | ------- | ---------- | -------- | ------ |
| 1   | Франція    | 6 | 5 | 1 | 0 | 12 | 5  | +7 | 16 | Вихід у фінал Ліги націй   |     | —       | 0:0        | 4:2      | 4:2    |
| 2   | Португалія | 6 | 4 | 1 | 1 | 12 | 4  | +8 | 13 |                            |     | 0:1     | —          | 4:1      | 3:0    |
| 3   | Хорватія   | 6 | 1 | 0 | 5 | 9  | 16 | −7 | 3  |                            | 1:2 | 2:3     | —          | 2:1      |        |
| 4   | Швеція     | 6 | 1 | 0 | 5 | 5  | 13 | −8 | 3  | Виліт в Лігу B             |     | 0:1     | 0:2        | 2:1      | —      |

| 5 вересня 2020 21:45 (20:45 CEST) |

| Швеція | 0:1      | Франція      |
| ------ | -------- | ------------ |
|        | Протокол | - Мбаппе 41' |

| Френдз Арена, Сульна · Глядачів: 0 · Арбітр: Шимон Марциняк ( Польща) |

| 5 вересня 2020 21:45 (19:45 WEST) |

| Португалія                                                          | 4:1      | Хорватія         |
| ------------------------------------------------------------------- | -------- | ---------------- |
| - Жуан Канселу 41' - Діогу Жота 58' - Жуан Фелікс 70' - Сілва 90+5' | Протокол | - Петкович 90+1' |

| Драгау, Порту · Глядачів: 0 · Арбітр: Давіде Масса ( Італія) |

| 8 вересня 2020 21:45 (20:45 CEST) |

| Швеція | 0:2      | Португалія           |
| ------ | -------- | -------------------- |
|        | Протокол | - Роналду 45+2', 73' |

| Френдз Арена, Сульна · Глядачів: 0 · Арбітр: Данні Маккелі ( Нідерланди) |

| 8 вересня 2020 21:45 (20:45 CEST) |

| Франція                                                                 | 4:2      | Хорватія                   |
| ----------------------------------------------------------------------- | -------- | -------------------------- |
| - Грізманн 44' - Ливакович 45+2' (аг) - Упамекано 66' - Жіру 78' (пен.) | Протокол | - Ловрен 18' - Брекало 56' |

| Стад-де-Франс, Сен-Дені · Глядачів: 0 · Арбітр: Овідіу Гацеган ( Румунія) |

| 11 жовтня 2020 19:00 (18:00 CEST) |

| Хорватія                    | 2:1      | Швеція     |
| --------------------------- | -------- | ---------- |
| - Влашич 32' - Крамарич 84' | Протокол | - Берг 66' |

| Максимир, Загреб · Арбітр: Джон Бітон ( Шотландія) |

| 11 жовтня 2020 21:45 (20:45 CEST) |

| Франція | 0:0      | Португалія |
| ------- | -------- | ---------- |
|         | Протокол |            |

| Стад-де-Франс, Сен-Дені · Арбітр: Карлос дель Серро Гранде ( Іспанія) |

| 14 жовтня 2020 21:45 (20:45 CEST) |

| Хорватія     | 1:2      | Франція                    |
| ------------ | -------- | -------------------------- |
| - Влашич 64' | Протокол | - Грізманн 8' - Мбаппе 79' |

| Максимир, Загреб · Арбітр: Бйорн Кейперс ( Нідерланди) |

| 14 жовтня 2020 21:45 (19:45 WEST) |

| Португалія                                 | 3:0      | Швеція |
| ------------------------------------------ | -------- | ------ |
| - Бернарду Сілва 21' - Діогу Жота 44', 72' | Протокол |        |

| Жозе Алваладе, Лісабон · Арбітр: Срджан Йованович ( Сербія) |

| 14 листопада 2020 21:45 (20:45 CET) |

| Швеція                              | 2:1      | Хорватія              |
| ----------------------------------- | -------- | --------------------- |
| - Калусевскі 36' - Даніельсон 45+2' | Протокол | - Даніельсон 82' (аг) |

| Френдз Арена, Сульна · Арбітр: Даніель Зіберт ( Німеччина) |

| 14 листопада 2020 21:45 (19:45 WET) |

| Португалія | 0:1      | Франція     |
| ---------- | -------- | ----------- |
|            | Протокол | - Канте 53' |

| Да Луж, Лісабон · Арбітр: Тобіас Штілер ( Німеччина) |

| 16 листопада 2020 21:45 (20:45 CET) |

| Хорватія           | 2:3      | Португалія                              |
| ------------------ | -------- | --------------------------------------- |
| - Ковачич 29', 65' | Протокол | - Рубен Діаш 52', 90' - Жуан Фелікс 60' |

| Полюд, Спліт · Арбітр: Майкл Олівер ( Англія) |

| 16 листопада 2020 21:45 (20:45 CET) |

| Франція                                   | 4:2      | Швеція                     |
| ----------------------------------------- | -------- | -------------------------- |
| - Жіру 16', 59' - Павар 36' - Коман 90+5' | Протокол | - Классон 4' - Квайсон 88' |

| Стад-де-Франс, Сен-Дені · Арбітр: Олексій Кульбаков ( Білорусь) |

### Група 4
| Поз | Команда   | І | В | Н | П | ГЗ | ГП | РГ  | О  | Кваліфікація або пониження |     | Іспанія | Німеччина | Швейцарія | Україна |
| --- | --------- | - | - | - | - | -- | -- | --- | -- | -------------------------- | --- | ------- | --------- | --------- | ------- |
| 1   | Іспанія   | 6 | 3 | 2 | 1 | 13 | 3  | +10 | 11 | Вихід у фінал Ліги націй   |     | —       | 6:0       | 1:0       | 4:0     |
| 2   | Німеччина | 6 | 2 | 3 | 1 | 10 | 13 | −3  | 9  |                            |     | 1:1     | —         | 3:3       | 3:1     |
| 3   | Швейцарія | 6 | 1 | 3 | 2 | 9  | 8  | +1  | 6  |                            | 1:1 | 1:1     | —         | 3:0       |         |
| 4   | Україна   | 6 | 2 | 0 | 4 | 5  | 13 | −8  | 6  | Виліт в Лігу B             |     | 1:0     | 1:2       | 2:1       | —       |

1. 1 2  Різниця забитих м'ячів в очних зустрічах: Швейцарія +2, Україна -2
2. ↑  У матчі Швейцарія ‒ Україна призначено технічну перемогу з рахунком 3:0 збірній Швейцарії після того, як матч скасували через позитивний результат тесту на SARS-CoV-2 серед гравців збірної України.

| 3 вересня 2020 21:45 |

| Україна                        | 2:1      | Швейцарія       |
| ------------------------------ | -------- | --------------- |
| - Ярмоленко 14' - Зінченко 68' | Протокол | - Сеферович 41' |

| Арена Львів, Львів · Глядачів: 0 · Арбітр: Андреас Екберг ( Швеція) |

| 3 вересня 2020 21:45 (20:45 CEST) |

| Німеччина    | 1:1      | Іспанія     |
| ------------ | -------- | ----------- |
| - Вернер 51' | Протокол | - Гая 90+6' |

| Мерседес-Бенц Арена, Штутгарт · Глядачів: 0 · Арбітр: Даніеле Орсато ( Італія) |

| 6 вересня 2020 21:45 (20:45 CEST) |

| Іспанія                                               | 4:0      | Україна |
| ----------------------------------------------------- | -------- | ------- |
| - Рамос 3' (пен.), 29' - Фаті 32' - Ферран Торрес 84' | Протокол |         |

| Альфредо Ді Стефано, Мадрид · Глядачів: 0 · Арбітр: Бенуа Бастьєн ( Франція) |

| 6 вересня 2020 21:45 (20:45 CEST) |

| Швейцарія    | 1:1      | Німеччина      |
| ------------ | -------- | -------------- |
| - Відмер 58' | Протокол | - Гюндоган 14' |

| Санкт-Якоб Парк, Базель · Глядачів: 0 · Арбітр: Майкл Олівер ( Англія) |

| 10 жовтня 2020 21:45 |

| Україна                   | 1:2      | Німеччина                  |
| ------------------------- | -------- | -------------------------- |
| - Маліновський 77' (пен.) | Протокол | - Гінтер 20' - Горецка 49' |

| Олімпійський, Київ · Глядачів: 17 573 · Арбітр: Орел Грінфельд ( Ізраїль) |

| 10 жовтня 2020 21:45 (20:45 CEST) |

| Іспанія         | 1:0      | Швейцарія |
| --------------- | -------- | --------- |
| - Оярсабаль 14' | Протокол |           |

| Альфредо Ді Стефано, Мадрид · Арбітр: Алі Палабийик ( Туреччина) |

| 13 жовтня 2020 21:45 |

| Україна        | 1:0      | Іспанія |
| -------------- | -------- | ------- |
| - Циганков 76' | Протокол |         |

| Олімпійський, Київ · Арбітр: Павел Гіль ( Польща) |

| 13 жовтня 2020 21:45 (20:45 CEST) |

| Німеччина                              | 3:3      | Швейцарія                          |
| -------------------------------------- | -------- | ---------------------------------- |
| - Вернер 28' - Гаверц 55' - Гнабрі 60' | Протокол | - Гавранович 5', 57' - Фройлер 26' |

| Рейн Енергі Штадіон, Кельн · Арбітр: Рудді Буке ( Франція) |

| 14 листопада 2020 21:45 (20:45 CET) |

| Швейцарія     | 1:1      | Іспанія            |
| ------------- | -------- | ------------------ |
| - Фройлер 26' | Протокол | - Жерар Морено 89' |

| Санкт-Якоб Парк, Базель · Арбітр: Вільям Коллам ( Шотландія) |

| 14 листопада 2020 21:45 (20:45 CET) |

| Німеччина                    | 3:1      | Україна       |
| ---------------------------- | -------- | ------------- |
| - Сане 23' - Вернер 33', 64' | Протокол | - Яремчук 12' |

| Ред Булл Арена, Лейпциг · Арбітр: Овідіу Гацеган ( Румунія) |

| 17 листопада 2020 21:45 (20:45 CET) |

| Іспанія                                                                | 6:0      | Німеччина |
| ---------------------------------------------------------------------- | -------- | --------- |
| - Мората 17' - Ферран Торрес 33', 55', 71' - Родрі 38' - Оярсабаль 89' | Протокол |           |

| Олімпійський, Севілья · Арбітр: Андреас Екберг ( Швеція) |

| 17 листопада 2020 21:45 (20:45 CET) |

| Швейцарія | 3:0 Технічна перемога | Україна |
| --------- | --------------------- | ------- |
|           | Протокол              |         |

| Свісспорарена, Люцерн · Арбітр: Анастасіос Сідіропулос ( Греція) |

## Фінал
Жеребкування фіналу пройшло 3 грудня 2020.

### Сітка
|  | Півфінали              | Півфінали |                        |   | Фінал | Фінал |
|  |                        |           |                        |   |       |       |
|  | 6 жовтня 2021 — Мілан  |           |                        |   |       |       |
|  |                        |           |                        |   |       |       |
|  | Італія                 | 1         |                        |   |       |       |
|  | Італія                 | 1         | 10 жовтня 2021 — Мілан |   |       |       |
|  | Іспанія                | 2         |                        |   |       |       |
|  | Іспанія                | 2         | Іспанія                | 1 |       |       |
|  | 7 жовтня 2021 — Турин  |           | Іспанія                | 1 |       |       |
|  |                        | Франція   | 2                      |   |       |       |
|  | Бельгія                | Франція   | 2                      | 2 |       |       |
|  | Бельгія                |           |                        | 2 |       |       |
|  | Франція                | 3         |                        |   |       |       |
|  | Франція                | 3         | Матч за 3-тє місце     |   |       |       |
|  |                        |           |                        |   |       |       |
|  | 10 жовтня 2021 — Турин |           |                        |   |       |       |
|  |                        |           |                        |   |       |       |
|  | Італія                 | 2         |                        |   |       |       |
|  | Італія                 | 2         |                        |   |       |       |
|  | Бельгія                | 1         |                        |   |       |       |

### Півфінали
| 6 жовтня 2021 21:45 (20:45 CEST) |

| Італія           | 1:2      | Іспанія                    |
| ---------------- | -------- | -------------------------- |
| - Пеллегріні 83' | Протокол | - Ферран Торрес 17', 45+1' |

| Сан-Сіро, Мілан Глядачів: 33 524 Арбітр: Сергій Карасьов (Росія) |

| 7 жовтня 2021 21:45 (20:45 CEST) |

| Бельгія                     | 2:3      | Франція                                             |
| --------------------------- | -------- | --------------------------------------------------- |
| - Карраско 37' - Лукаку 40' | Протокол | - Бензема 62' - Мбаппе 69' (пен.) - Т. Ернандес 90' |

| Ювентус Стедіум, Турин Глядачів: 12 409 Арбітр: Даніель Зіберт (Німеччина) |

### Матч за третє місце
| 10 жовтня 2021 16:00 (15:00 CEST) |

| Італія                             | 2:1      | Бельгія           |
| ---------------------------------- | -------- | ----------------- |
| - Барелла 46' - Берарді 65' (пен.) | Протокол | - де Кетеларе 86' |

| Ювентус Стедіум, Турин Глядачів: 16 724 Арбітр: Ентоні Тейлор (Англія) |

### Фінал
| 10 жовтня 2021 21:45 (20:45 CEST) |

| Іспанія         | 1:2      | Франція                    |
| --------------- | -------- | -------------------------- |
| - Оярсабаль 64' | Протокол | - Бензема 66' - Мбаппе 80' |

| Сан-Сіро, Мілан Глядачів: 31 511 Арбітр: Ентоні Тейлор (Англія) |

## Найкращі бомбардири
Протягом турніру було забито  129 голів у 47 матчах, з середнім показником 2.74 голів за матч.
5 голів
- Лукаку

4 голи
- Еріксен
- Ферран Торрес
- Вернер

3 голи
- Мертенс
- Вейналдум
- Діогу Жота
- Жіру

2 голи
- Маунт
- Фоден
- Батшуаї
- Тілеманс
- Оярсабаль
- Рамос
- Берарді
- Депай
- Левандовський
- Рубен Діаш
- Роналду
- Жуан Фелікс
- Грізманн
- Мбаппе
- Влашич
- Ковачич
- Гавранович
- Фройлер

1 гол
- Райс
- Рашфорд
- Стерлінг
- Вітсель
- Де Брейне
- Денаєр
- Доку
- Гайрадінович
- Джеко
- Превляк
- Вінд
- Сков
- К'яртанссон
- Сайварссон
- Фрідйонссон
- Гая
- Жерар Морено
- Мората
- Родрі
- Фаті
- Барелла
- Белотті
- Жоржиньйо
- Л. Пеллегріні
- Сенсі
- Бергвейн
- ван де Бек
- Гаверц
- Гінтер
- Гнабрі
- Горецка
- Гюндоган
- Сане
- Глік
- Гросицький
- Лінетти
- Юзвяк
- Жуан Канселу
- Андре Сілва
- Бернарду Сілва
- Зінченко
- Маліновський
- Циганков
- Яремчук
- Ярмоленко
- Канте
- Коман
- Павар
- Упамекано
- Брекало
- Крамарич
- Ловрен
- Петкович
- Відмер
- Сеферович
- Берг
- Даніельсон
- Калусевскі
- Квайсон
- Классон

1 автогол
- Шадлі (проти Данії)
- Сігурйонссон (проти Данії)
- Ливакович (проти Франції)
- Даніельсон (проти Хорватії)

## Загальний рейтинг
| Рей | Груп | Команда              | І | В | Н | П | ГЗ | ГП | РГ  | О  |
| --- | ---- | -------------------- | - | - | - | - | -- | -- | --- | -- |
| 1   | A3   | Франція              | 6 | 5 | 1 | 0 | 12 | 5  | +7  | 16 |
| 2   | A4   | Іспанія              | 6 | 3 | 2 | 1 | 13 | 3  | +10 | 11 |
| 3   | A1   | Італія               | 6 | 3 | 3 | 0 | 7  | 2  | +5  | 12 |
| 4   | A2   | Бельгія              | 6 | 5 | 0 | 1 | 16 | 6  | +10 | 15 |
|     |      |                      |   |   |   |   |    |    |     |    |
| 5   | A3   | Португалія           | 6 | 4 | 1 | 1 | 12 | 4  | +8  | 13 |
| 6   | A1   | Нідерланди           | 6 | 3 | 2 | 1 | 7  | 4  | +3  | 11 |
| 7   | A2   | Данія                | 6 | 3 | 1 | 2 | 8  | 7  | +1  | 10 |
| 8   | A4   | Німеччина            | 6 | 2 | 3 | 1 | 10 | 13 | −3  | 9  |
|     |      |                      |   |   |   |   |    |    |     |    |
| 9   | A2   | Англія               | 6 | 3 | 1 | 2 | 7  | 4  | +3  | 10 |
| 10  | A1   | Польща               | 6 | 2 | 1 | 3 | 6  | 6  | 0   | 7  |
| 11  | A4   | Швейцарія            | 6 | 1 | 3 | 2 | 9  | 8  | +1  | 6  |
| 12  | A3   | Хорватія             | 6 | 1 | 0 | 5 | 9  | 16 | −7  | 3  |
|     |      |                      |   |   |   |   |    |    |     |    |
| 13  | A4   | Україна              | 6 | 2 | 0 | 4 | 5  | 13 | −8  | 6  |
| 14  | A3   | Швеція               | 6 | 1 | 0 | 5 | 5  | 13 | −8  | 3  |
| 15  | A1   | Боснія і Герцеговина | 6 | 0 | 2 | 4 | 3  | 11 | −8  | 2  |
| 16  | A2   | Ісландія             | 6 | 0 | 0 | 6 | 3  | 17 | −14 | 0  |

## Позначки
1. ↑  Для матчів 1-4 туру (вересень та жовтень 2020) — в EEST (UTC+3), для матчів 5-6 туру (листопад 2020) — EET (UTC+2).
2. 1 2 3 4 5 6 7 8 9 10 11 12 13 14 15 16  Через пандемію коронавірусної хвороби 2019, усі матчі, заплановані на вересень 2020 будуть зіграні без глядачів.[19][20]
3. ↑  Матч Швейцарія — Україна, запланований на 17 листопада 2020 о 20:45 за місцевим часом, скасований через рішення департаменту охорони здоров'я кантону Люцерн відправити на карантин усю українську делегацію через низку позитивних тестів на SARS-CoV-2 у складі збірної України.[22] Українська асоціація футболу заявили, що подадуть апеляцію до Спортивного арбітражного суду.[23]